# Deux-Bouldi-Deux

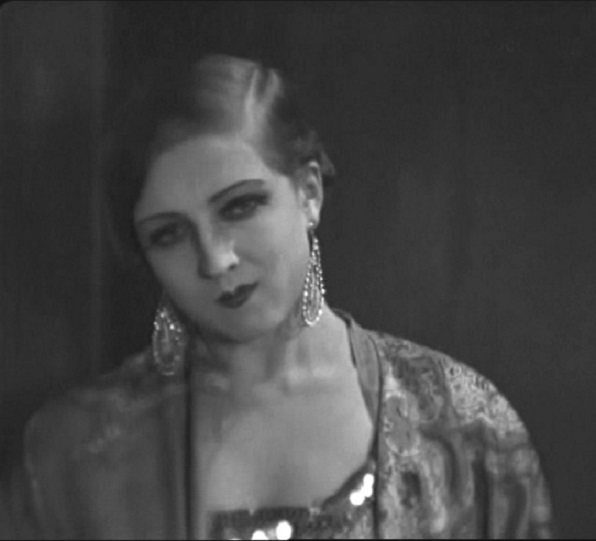
Extrait du film Deux-Bouldi-Deux (1929)

Deux-Bouldi-Deux (en russe : Два-бульди-два, Dva-Buldi-dva), est un film soviétique réalisé par Lev Koulechov et Nina Agadzhanova en 1929.

## Fiche technique
- Réalisation : Lev Koulechov et Nina Agadzhanova
- Scénario : Ossip Brik et Philip Hopp
- Photographie : Aleksandr Shelenkov et Pyotr Yermolov
- Société de production : Mezhrabpomfilm
- Pays d'origine :  Union soviétique
- Langue originale :  russe
- Format : noir et blanc - muet
- Année de sortie : 1929

## Distribution
- Sergueï Komarov
- Vladimir Kochetov
- Anel Soudakevitch
- Andreï Faït